# Jardin Darcy
Der Jardin Darcy ist ein nach dem Ingenieur Henry Darcy benannter Park in Dijon. Die Grünanlage befindet sich nahe dem historischen Zentrum und war der erste öffentliche Park der Stadt.

## Beschreibung
Der Jardin Darcy befindet sich westlich vom mittelalterlichen Stadtzentrum an der Verbindung zwischen Innenstadt und Bahnhof Dijon-Ville. Der Park wird begrenzt von der Place Darcy im Süden und Südosten, von der Avenue de la Première Armée Française im Nordosten und von der Rue de Rosoir im Westen und dem Place du Rosoir im Nordwesten.
Auf dem Gelände der heutigen Parkanlage ließ der aus Dijon stammende Ingenieur Henry Darcy von 1838 bis 1840 einen Trinkwasserspeicher errichten. Das Becken hatte einen Durchmesser von 28 Metern und ein Fassungsvermögen von 350.000 Liter. Das Wasser kam durch Rohrleitungen aus dem rund zwölf Kilometer entfernten Haute vallée du Suzon in die Stadt und versorgte die etwa 29.000 Einwohner mit Trinkwasser. Dijon verfügte damit als eine der ersten Städte über eine moderne Trinkwasserversorgung.
Der Architekt Émile Sagot (1805–1888) überbaute den Trinkwasserspeicher mit einer Deckelung und errichtete in der Mitte als Bekrönung einen Turmbau im Stil der Neorenaissance mit der Grundfläche eines Achtecks. Über dem gemauerten Erdgeschoss des Turmes erhebt sich eine das Dach tragende offene Säulenreihe. Im Erdgeschoss dient eine Tür als Zugang zum Wasserreservoir. Über der Tür befindet sich eine Büste von Henry Darcy. Entsprechend gibt es für den Turm auch die Bezeichnung Monument à Darcy. Weitere Bezeichnungen sind Monument du réservoir des fontaines oder Château d’eau.
1880 wurde die heutige Gartenanlage nach Plänen von Félix Vionnois (1841–1902) als erster öffentlicher Park Dijons errichtet. Unterhalb des Wasserreservoirs von Darcy ließ er terrassenartig eine große Brunnenanlage mit Wasserfall und flankierenden breiten Treppen anlegen. In diesem von Symmetrie geprägten Entwurf gehören helle Balustraden zum bestimmenden Gestaltungselement. Zahlreiche Bänke und eine Liegewiese laden die Besucher zum Verweilen ein und darüber hinaus gehört ein Spielplatz für Kinder zum Freizeitangebot. Unter den im Park aufgestellten Skulpturen befindet sich ein Eisbär nach einem Entwurf des aus Burgund stammenden Bildhauers François Pompon. Es handelt sich hierbei um eine Kopie des im Pariser Musée d’Orsay befindlichen Originals. Die Kopie wurde nach Pompons Tod 1937 von seinem Schüler Henry Martinet gefertigt.
Der Jardin Darcy weist einen alten Baumbestand auf. Zu den verschiedenen Arten gehören Silber-Linde, Spitzahorn, Berg-Ahorn, Atlas-Zeder und Japanischer Schnurbaum. Daneben gibt es Sträucher wie Flieder und Spiersträucher sowie die in einen Park üblichen Blumenbeete mit jahreszeitlich unterschiedlicher Bepflanzung.

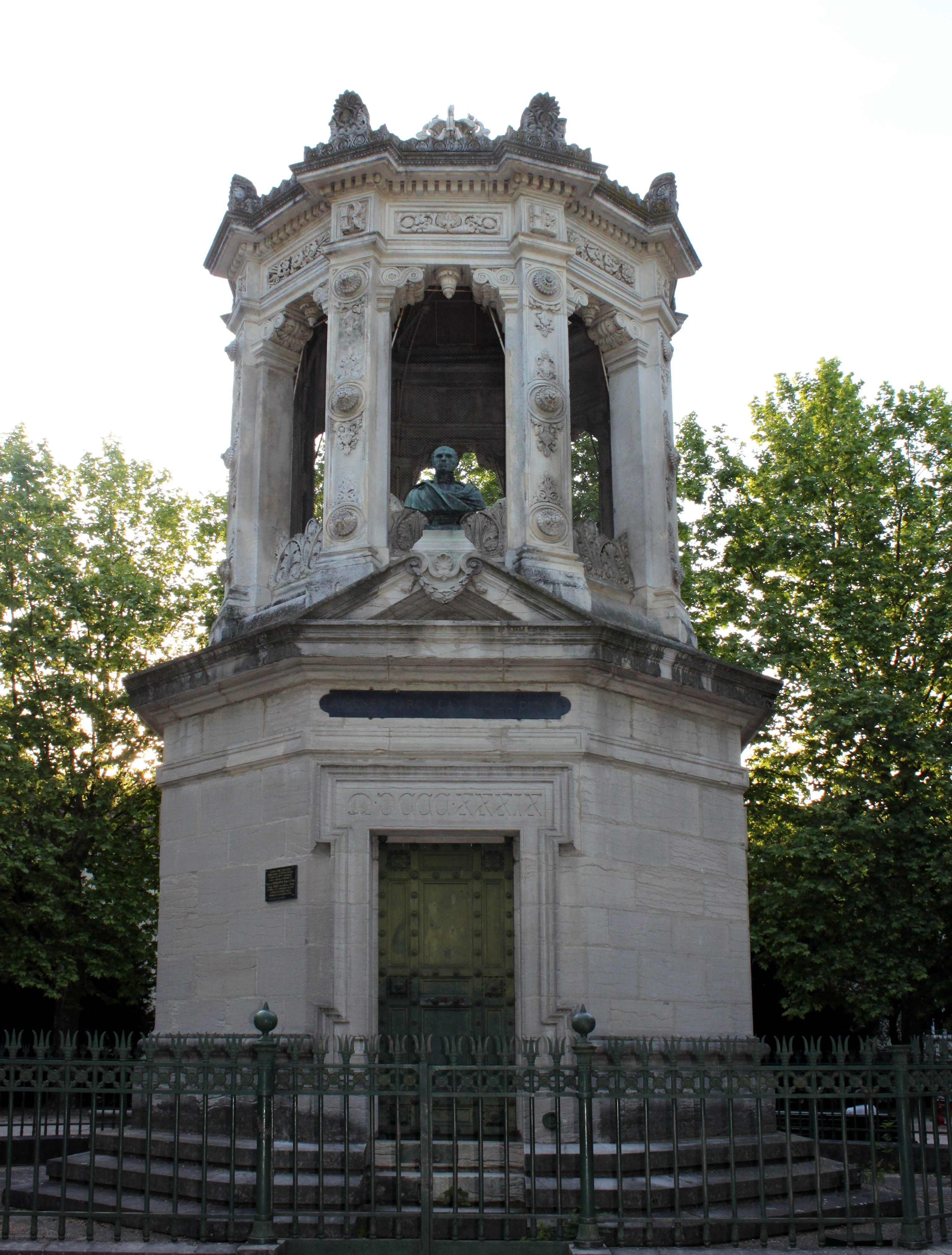
Monument à Darcy mit Eingang zum Wasserreservoir
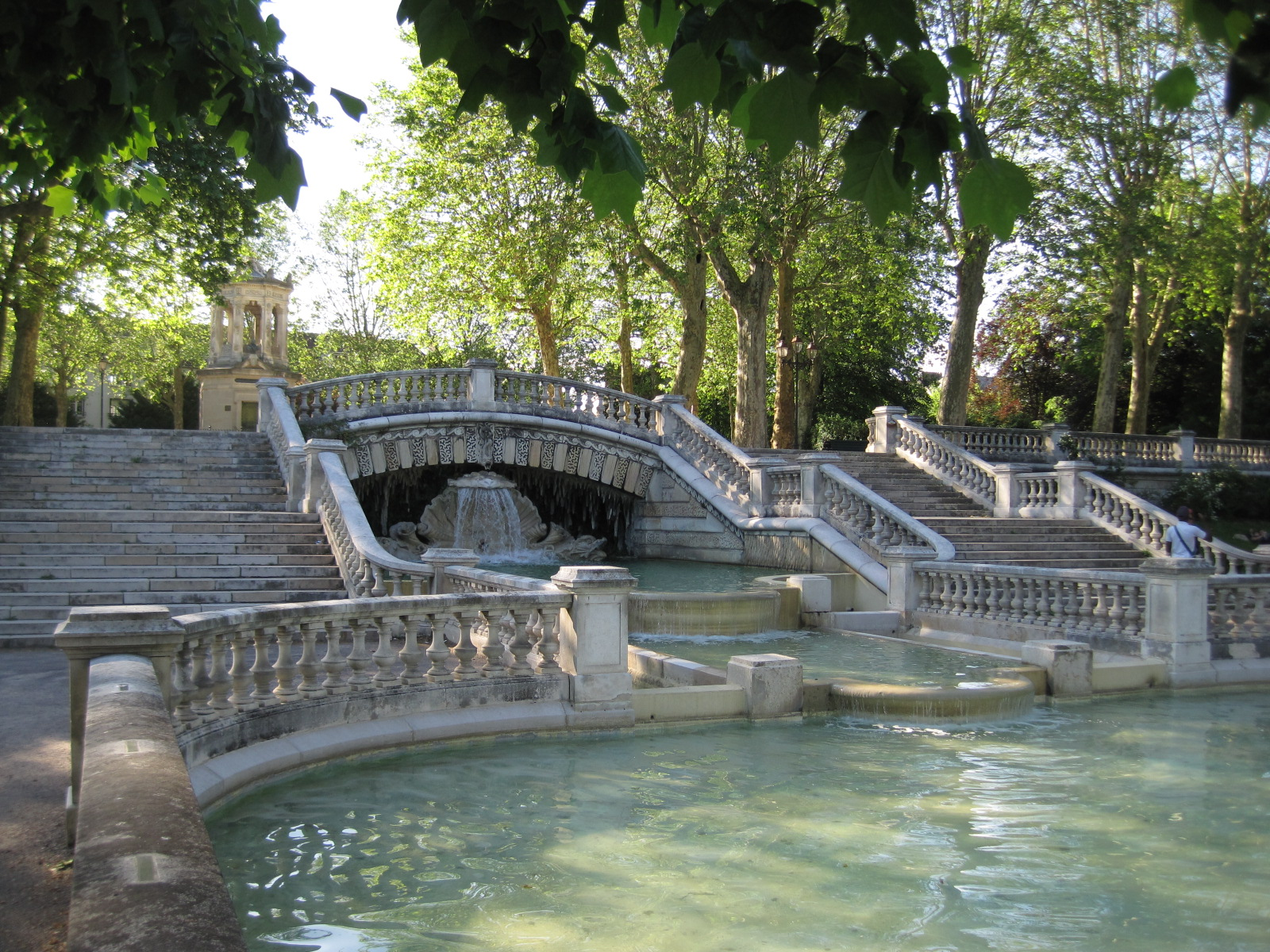
Brunnenanlage mit Bassins, Wasserfall, Treppen und Balustraden
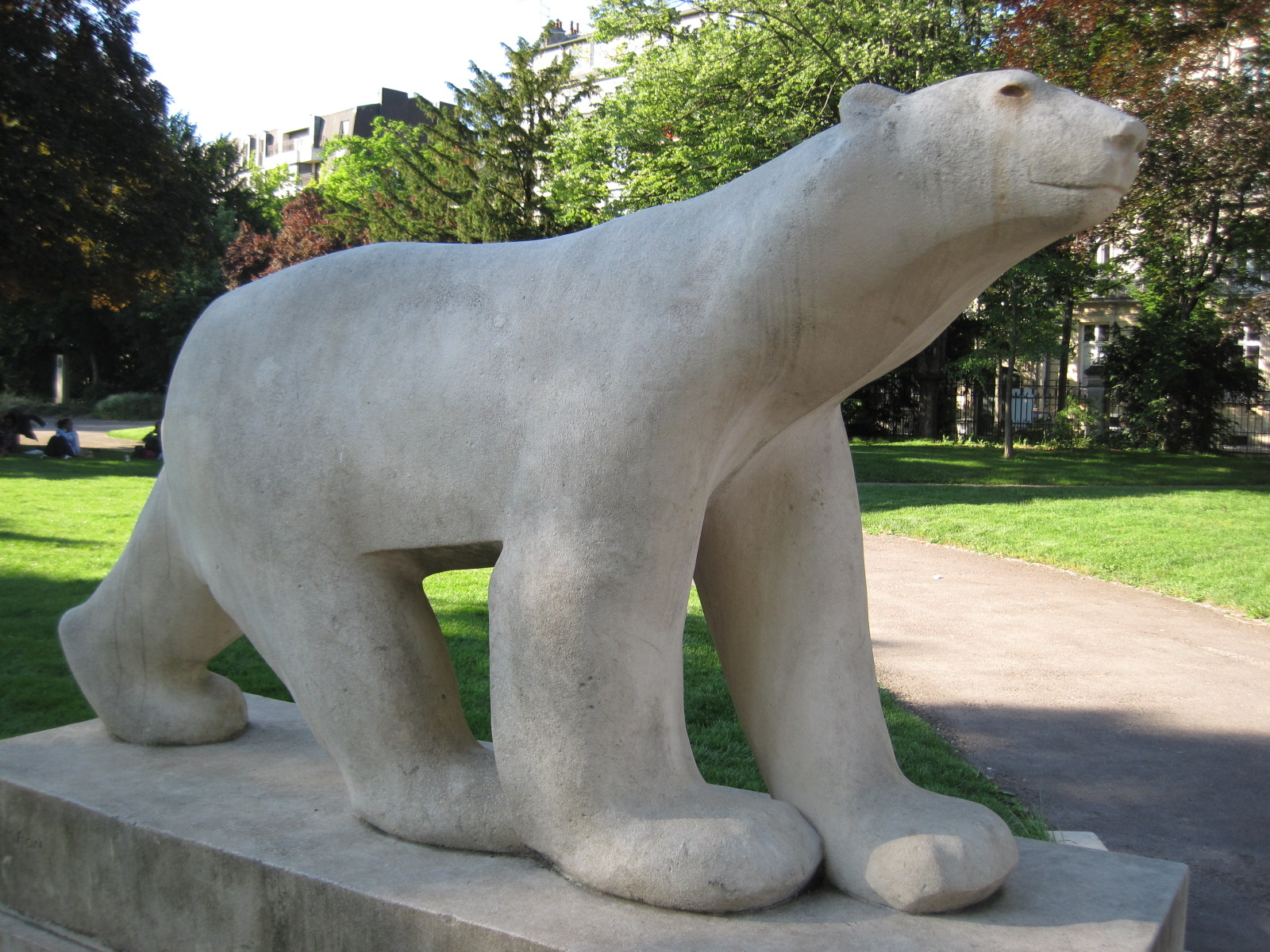
Skulptur Eisbär nach einem Original von François Pompon
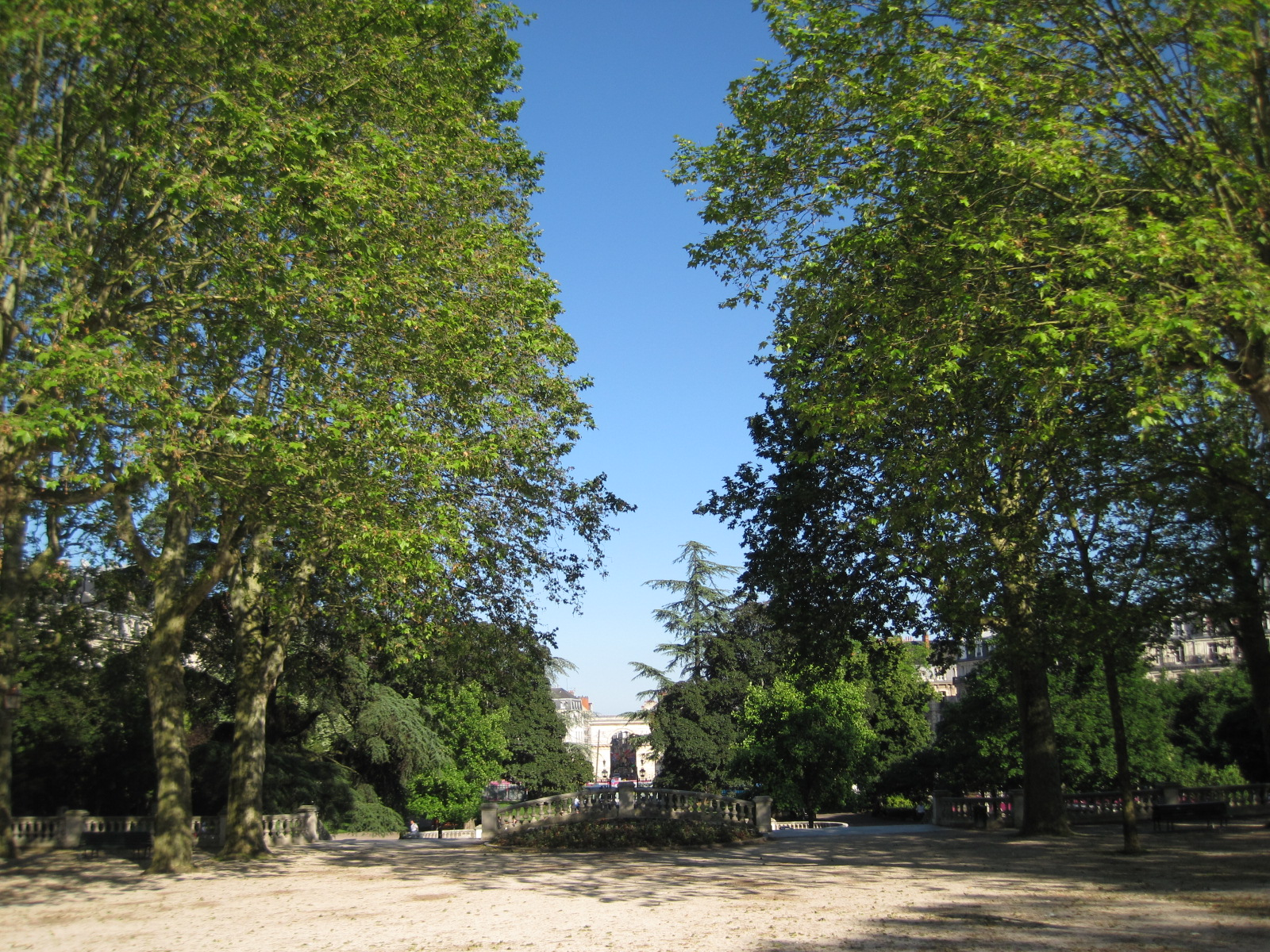
Blick zur Place Darcy mit altem Baumbestand